# KínStream
A KínStream (Basic Cable) a South Park című rajzfilmsorozat 306. része (a 23. évad 9. epizódja). Elsőként 2019. december 4-én sugározták az Amerika Egyesült Államokban a Comedy Centralon, míg hazánkban ugyancsak a Comedy Central mutatta be 2020. január 31-én.
Az epizód főszereplője Scott Malkinson, aki megpróbál lenyűgözni egy lányt, azzal, hogy együtt néznek streamingen sorozatokat. A baj csak az, hogy az apja, aki egy kábeltévé-társaságnál dolgozik, ellenzi ezt. A cselekmény a kábeltévé és a streaming közötti versengést figurázza ki, utalásokat tartalmaz "A mandalóri" című sorozatra, valamint arra, hogy a South Park a Hulu kínálatából átkerült a HBO Max-re.

## Cselekmény
Akárcsak az évad korábbi részei, ennek is saját főcíme van: ezúttal mint "Scott Malkinson Show" kezdődik. Ennek során a cukorbetegsége elleni harcot mint egyfajta kémharcot mutatják be.
Scott Malkinson megkérdezi az apját, Clarkot, aki a kábeltársaság szerelője, hogy előfizethetnek-e a Disney+ szolgálattásra. Ő ezt durván visszautasítja, mondván hogy állandóan ezzel jön, és hogy a kábeltévé bőven elég. Scott, akinek 1-es típusú cukorbetegsége van, ezen annyira felidegesíti magát, hogy a vércukra magas lesz, ezért gyorsan beadja magának az inzulint.
Mr. Mackey közli a diákokkal, hogy egy új gyerek, Sophie Gray érkezik az osztályba, aki szintén cukorbeteg. Scott, akit a barátai folyamatosan a betegségével cukkoltak, azt a következést vonja le, hogy ők tökéletesen egymáshoz illenek. Miközben a többiek szintén kijelentik, hogy tetszik nekik a lány, Scott azt mondja, hogy nem hagyja, hogy tönkretegyék neki ezt a lehetőséget. Elkezdi szabotálni a többi fiú próbálkozásait, hogy bevágódjon Sophie-nál. Amikor megtudja, hogy a lány nagy rajongója "A mandalóri" című sorozatnak, azt színleli, hogy ő is. Mikor Sophie azt mondja, hogy nézzék meg a következő részt együtt, náluk, Scott beleegyezik, pedig nincs is otthon Disney+-uk.
Clarkhoz befut egy megkeresés a diszpécsertől, hogy menjen a Stotch-házba, megnézni a beltéri egységet. Habár figyelmeztetik rá, hogy azért is veszítenek ügyfeleket, mert lassúak, Clark még a munka előtt elmegy egy gyorsétterembe, bevásárolni és bowlingozni is. Mikor Stotch-ék kérdőre vonják, hogy miért ért ide negyed 6-ra, mikor dél és 5 óra közöttre ígérték, szemrebbenés nélkül közli, hogy csak negyed órát késett. Stephen ezért azzal fenyegetőzik, hogy le fogják mondani a kábeltévét és streamingre váltanak. Mikor Scott újra megkérdezi az apját, hogy lehet-e otthon Disney+, Clark újra visszautasítja, és a munkatársaival leszervez egy találkozót, ahol megbeszélhetik, hogyan szabotálják a streamingszolgáltatókat. Csakhogy mindannyian késnek a találkozójukról, mert azt egy négyórás időablakon belül határozták meg. A gyűlésen Clark azt mondja a többieknek, hogy a streamingszolgáltatók azokat a vezetékeket használják, amiket ők fektettek le, tehát ha szabotálják az infrastruktúrát, azzal megmutathatják az embereknek, hogy mekkora szükség van rájuk. Megbeszélik egymás között, kinek mit kell beszereznie, majd egy újabb találkozót beszélnek meg egy háromórás időablakban, amiről természetesen elkésnek. Clarkot idegesíti, hogy senki nem képes idejében odaérni sehová, mert mindig mást csinálnak helyette, de ő is ugyanazt teszi.
Cartman épp a Canada+ streamingszolgáltatót nézi, amikor becsönget hozzá Scott és a segítségét kéri Disney+ előfizetés szerzése érdekében. Ő átirányítja Nathanhez, majd inzulinnal fizet neki érte. Mindez azonban nem ér semmit, mert a kábelesek addigra tönkreteszik az internetet. Sophie azt javasolja, hogy menjenek át Jimmyhez nézni, ahol a többiek is ott vannak, amitől Scott tart, mert nem akarja, hogy elszalassza az esélyét a lánynál. Jimmyéknél azonban ugyanúgy elmegy az adás, és csak a PC babákat hozza be a tévé, az Ékszerbanzájt, és a Punifingékat. Átmennek Tokenékhez, amit egy snittben úgy mutatnak, mintha az ő családjuk és a szomszéd Fehérék életéről szóló sorozat lenne, a "Fehérek és Feketék" a Prime Videón - ami a Stotch családnál jön be. A kábelesek tömegével kapják a hibabejelentéseket, majd elindulnak, hogy megjavítsák az általuk okozott károkat. Időközben más furcsaságok is történnek: Sophie anyja a Stranger Things-t akarta nézni a Netflixen, helyette azonban a "Rákemberek" indult el az HBO Max-en. Scott elveszti a türelmét, megeszik egy egész pitét, amitől felmegy a vércukra és ilyen állapotban nekiesik a többieknek, és közli, hogy nem hagyja, hogy elvegyék a "csaját". Sophie azonban közli, hogy nem az ő "csaja", sőt a többieknek sem az, hiszen még csak most érkezett a városba. Azt is elmondja, hogy ő több, mint a cukorbetegsége, mire Scott elviharzik és egy játszótéren szomorkodik. Sophie vigasztalja meg, és elmondja neki, hogy örül, hogy valakinek hasonló problémái vannak, mint neki és hogy beszélhet vele erről - és hogy kedveli a Scott Malkinson Show-t.
Az epizód végén egy felhívás látható, hogy a Scott Malkinson Show streaming-jogai eladók, és hívják Trey Parkert a megadott számon, Clark és a szerelők bosszúságára.